# Dinastía búyida

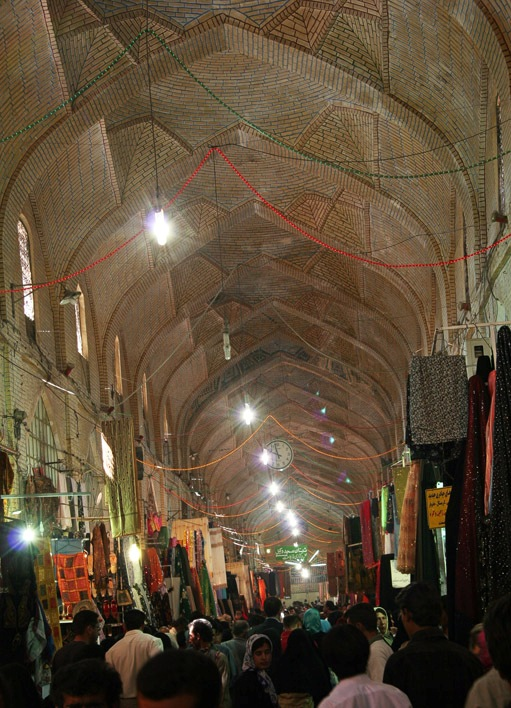
El Bazar Vakil de Shiraz se construyó originalmente durante la época búyida, posiblemente durante el gobierno de 'Adud al-Daula.

Los Búyidas (en persa: آل بویه‎, Āl-e Buye;  caspiano: Bowyiyün), también conocidos como Buyíes o en inglés como Buwaihids o Buyyids, fueron una dinastía irania chiita que era originaria de Daylam. Fundaron una confederación que controló la mayor parte de lo que hoy es Irán e Irak en los siglos X y XI.

## Historia

### Establecimiento (934-945)
Los fundadores de la confederación búyida fueron ‘Alī ibn Būya y sus dos hermanos menores, al-Hassan y Ahmad. ‘Alī ibn Būya había servido primero en calidad de soldado al señor daylamó Makan ibn Kaki, antes de pasarse a las filas del iraní Mardavij, señor ziyárida de Tabaristán y familiar de los vecinos señores de Gilan, región aledaña a Dailam. A ‘Alī se le unieron luego sus dos hermanos. En 932, ‘Ali recibió como feudo Karaj y gracias a ello pudo reclutar un ejército propio con gentes de Dailam. La autonomía de ‘Alī impelió a Mardavij a intentar matarlo, pero el visir de este comunicó los planes de su señor a aquel. Los hermanos buyíes huyeron entonces a Fars con cuatrocientos de sus seguidores dailamitas, y se apoderaron de Arrajan. Los hermanos y el general abasí Yaqut se disputaron la región, que lograron conservar los primeros. Esta victoria les permitió acometer la conquista de la capital provincial, Shiraz.
‘Alī pactó con los terratenientes de Fars, entre los que se contaba la familia Fasanjas, de la que más tarde surgieron destacados funcionarios que sirvieron a los búyidas. Reclutó también más tropas, algunas turcas encuadradas en la caballería. Luego envió a Ahmad a Kermán, aunque este no pudo apoderarse de la provincia y tuvo que replegarse, ante la denodada resistencia de los baluchis y los qaf. Mardavij, que deseaba derrocar al califa abasí de Bagdad y restaurar el imperio iraní zoroástrico, arrebató a los abasíes Juzestán y sometió a ‘Alī a su autoridad. Por suerte para los buyíes, Mardavij fue asesinado poco después, en el 935, lo que desató el caos en los dominios ziyáridas, coyuntura que aprovecharon los hermanos buyíes: ‘Alī y Ahmad se apoderaron de Juzestán, mientras que Hasan hacía lo propio con la capital ziyáridas Ispahán y en 943 conquistaba Rayy, en la que fijó su capital; con esta conquista, se adueñó del todo el Jibal. En 945, Ahmad penetró en Irak y sometió vasallaje al califa; adoptó entonces el laqab Mu'izz ad-Dawla («Restaurador del Estado»), ‘Alī el de Imād al-Dawla («Soporte del Estado») y Hasan el de Rukn al-Dawla («Pilar del Estado»). A partir del 934, los tres hermanos dedicaron los siguientes nueve años a apoderarse del califato Abasí. Al tiempo que aceptaban la autoridad titular del califato de Bagdad, los gobernantes búyidas asumieron el control efectivo del estado.

### Expansión y apogeo (945-983)
Las primeras décadas de la confederación búyida estuvieron caracterizadas por grandes conquistas territoriales. Además de Fars y Jibal, que fueron conquistadas en los años 930, y del centro de Irak, que se sometió en 945, siendo califa Al-Mustaqfi, los búyidas tomaron Kermán (967), Omán (967), la Yazira (979), Tabaristán (980) y Gorgan (981). 

### Decadencia (983-1048)
Después de esto los búyidas entraron en lenta decadencia: algunas partes de la confederación se independizaron de hecho gradualmente con sus propias dinastías regionales.
El siglo durante el cual gobernaron los búyidas, junto con el auge de otras dinastías iraníes en la región, representa un período en la historia de Irán a veces llamado el "Intermedio Iraní" pues fue un interludio entre el gobierno de los árabes abasíes y los turcos selyúcidas. De hecho, como iranios dailamitas los búyidas conscientemente revivieron los símbolos y prácticas de la dinastía sasánida persa. De hecho, a partir de 'Adud al-Daula usaron el antiguo título sasánida de Shahanshah (en grafía persa, شاهنشاه), literalmente rey de reyes.

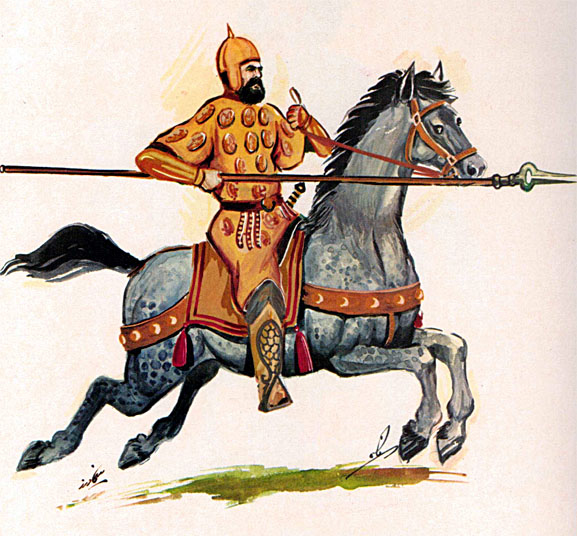
Soldado daylaman búyida iranio.

La confederación búyida fue dividida y gobernada por múltiples miembros de la dinastía. Ellos nominalmente reconocían la soberanía de los califas de Bagdad, quienes en realidad no tenían poder temporal dentro del estado. El título usado por los gobernantes búyidas fue emir, lo que significa gobernador o príncipe. Generalmente uno de los emires era reconocido como principal respecto al resto; este individuo usaba el título de amīr al-umarā, o emir sénior. Aunque el emir sénior era la cabeza formal de los búyidas, usualmente no tenía ningún control significativo fuera de su propio emirato personal; cada emir disfrutaba de un alto grado de autonomía dentro de sus propios territorios. Como se ha señalado anteriormente, algunos de los más fuertes emires usaron el título sasánida de Shāhanshāh. La sucesión de poder era hereditaria, con padres dividiendo su tierra entre sus hijos.
El ejército búyida consistía de sus compatriotas dailamitas iranios, quienes sirvieron como soldados de infantería y de caballería turca que tenía un importante papel en el ejército abasí. Los dailamitas y turcos a menudo peleaban entre sí en un intento de ser la fuerza dominante dentro del ejército. Para compensar a sus soldados los emires búyidas les entregaban un iqtá, los derechos a un porcentaje de los impuestos de una provincia, aunque la práctica de pago en especie también se usó frecuentemente.
Como la mayor parte de los dailamitas de la época, los búyidas eran originariamente zaidíes. Después de tomar el poder en Irán e Irak, sin embargo, comenzaron a acercarse a los imamíes, posiblemente debido a consideraciones políticas. De hecho, los búyidas rara vez intentaron forzar un punto de vista religioso particular sobre sus súbditos excepto cuando se trataba de asuntos donde serían políticamente expeditivos. Los abasíes suníes conservaron el califato, aunque se vieron privados de todo poder secular. Además, para prevenir tensiones entre los chiitas y los sunitas dentro de las agencias gubernamentales, los emires búyidas ocasionalmente nombraban a cristianos para altos cargos en lugar de musulmanes de cualquiera de las dos sectas.

### Caída
A mediados de los años 1000, los emiratos búyidas gradualmente cayeron ante los gaznávidas y los turcos selyúcidas. En 1055, Tughrul conquistó Bagdad, la sede del califato, y expulsó al último gobernante búyida. Como los búyidas, los selyúcidas mantuvieron el califato Abasí como gobernante titular.

## Gobernantes búyidas

### Principales gobernantes
Generalmente, los tres emires búyidas más poderosos en cualquier época fueron los que controlaban Fars, Jibal e Irak. A veces un gobernante llegaría a controlar más de una región, pero ninguno de ellos ejerció control directo sobre las tres regiones.
Dailámidas de Fars
- Ali b. Buya ('Imad ad-Dawla) (934-949)
- 'Fana Khusraw ('Adud ad-Dawla) (949-983)
- Shirzil b. Fana Khusraw (Sharaf ad-Dawla) (983-989)
- Marzuban b. Fana Khusraw (Samsam ad-Dawla) (989-998)
- Firuz b. Fana Khusraw (Baha' ad-Dawla) (998-1012)
- Abu Shuja' b. Firuz (Sultan ad-Dawla) (1012-1024)
- Abu Kalijar Marzuban b. Abu Shuja' (Imad al-Din) (1024-1048)
- Abu Mansur Fulad Sutun (1048-1062)

Poder en Fars asumido por el Jefe kurdo Shabankara Fadluya
Dailámidas de Rayy
- Rukn ad-Dawla (935-976)
- Fakhr ad-Dawla 976-980
- Mu'ayyed ad-Dawla 980-983

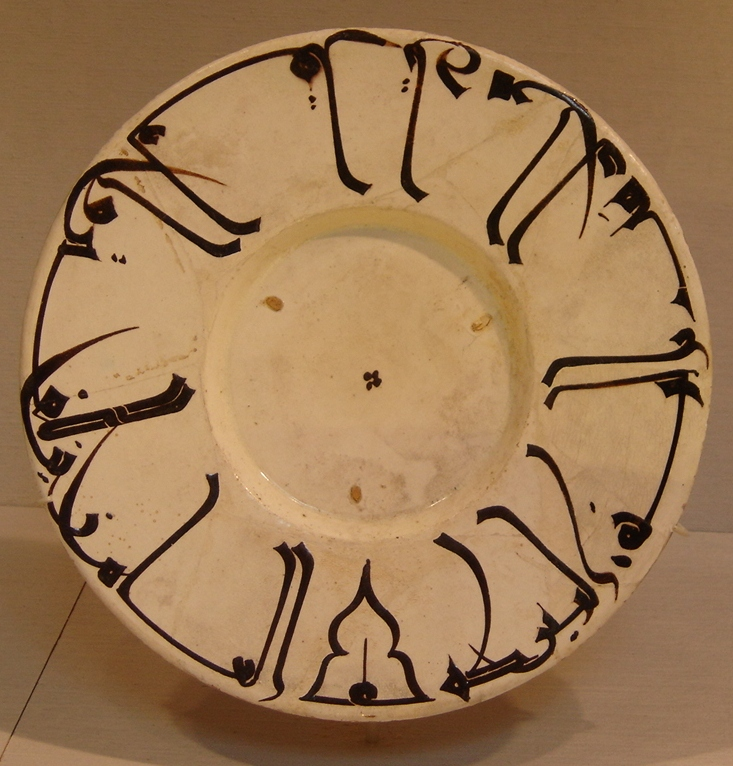
Arte de la época búyida: cerámica pintada, incisa y vidriada. Data del, Irán. Museo Metropolitano de Arte de Nueva York.

- Fakhr ad-Dawla (restaurado) 984-997
- Majd ad-Dawla 997-1029

A los gaznávidas.
Dailámidas de Irak
- Mu'izz ad-Dawla 945-967
- 'Izz ad-Dawla 966-978
- 'Adud ad-Dawla 978-983
- Samsam ad-Dawla 983-987
- Sharaf ad-Dawla 987-989
- Baha' ad-Dawla 989-1012
- Sultan ad-Dawla 1012-1021
- Musharrif ad-Dawla 1021-1025
- Jalal ad-Dawla 1025-1044
- Abu Kalijar 1044-1048
- al-Malik ar-Rahim 1048-1055

A los selyúcidas.

### Gobernantes menores
No era infrecuente que los hijos menores fundaran líneas colaterales, o que miembros búyidas individuales controlaran una provincia y empezaran a gobernar allí. Nota: la siguiente lista está incompleta.
Búyidas de Basora
- Diya' al-Daula Años 980

A los búyidas de Fars.
Búyidas de Hamadán
- Mu'ayyad al-Daula 976-983
- Shams al-Daula 997-1021
- Sama' al-Daula 1021-1024

A los Kakúyidas.
Búyidas de Kermán
- Qawam al-Daula 1012-1028

A los búyidas de Fars.
Búyidas de Juzestán
- Taj al-Daula Años 980

A los búyidas de Fars.

## Árbol genealógico buyí
|                          |                          |                          |                          |                          |                          |                       |                       |                        |                        |                        |                        |                        |                        |  |  |                         |                         |                         |                         |                         |                         |                      |                      | Buya                     |                          |                          |                          |                                  |                                  |                                  |                                  |                                  |                                  |                           |                           |                             |                             |                             |                             |                              |                              |                              |                              |                              |                              |         |         |                          |                          |                          |                          |                          |                          |                       |                       |                       |                       |                  |                  |                       |                       |                       |                       |                       |                       |         |         |         |         |  |  |           |           |           |           |           |           |  |  |              |              |              |              |              |              |  |  |  |  |  |  |  |  |  |  |  |  |  |  |  |  |  |  |  |  |  |  |  |  |
|                          |                          |                          |                          |                          |                          |                       |                       |                        |                        |                        |                        |                        |                        |  |  |                         |                         |                         |                         |                         |                         |                      |                      |                          |                          |                          |                          |                                  |                                  |                                  |                                  |                                  |                                  |                           |                           |                             |                             |                             |                             |                              |                              |                              |                              |                              |                              |         |         |                          |                          |                          |                          |                          |                          |                       |                       |                       |                       |                  |                  |                       |                       |                       |                       |                       |                       |         |         |         |         |  |  |           |           |           |           |           |           |  |  |              |              |              |              |              |              |  |  |  |  |  |  |  |  |  |  |  |  |  |  |  |  |  |  |  |  |  |  |  |  |
|                          |                          |                          |                          |                          |                          |                       |                       |                        |                        |                        |                        |                        |                        |  |  |                         |                         |                         |                         |                         |                         |                      |                      |                          |                          |                          |                          |                                  |                                  |                                  |                                  |                                  |                                  |                           |                           |                             |                             |                             |                             |                              |                              |                              |                              |                              |                              |         |         |                          |                          |                          |                          |                          |                          |                       |                       |                       |                       |                  |                  |                       |                       |                       |                       |                       |                       |         |         |         |         |  |  |           |           |           |           |           |           |  |  |              |              |              |              |              |              |  |  |  |  |  |  |  |  |  |  |  |  |  |  |  |  |  |  |  |  |  |  |  |  |
|                          |                          |                          |                          |                          |                          |                       |                       |                        |                        |                        |                        |                        |                        |  |  |                         |                         |                         |                         |                         |                         |                      |                      |                          |                          |                          |                          |                                  |                                  |                                  |                                  |                                  |                                  |                           |                           |                             |                             |                             |                             |                              |                              |                              |                              |                              |                              |         |         |                          |                          |                          |                          |                          |                          |                       |                       |                       |                       |                  |                  |                       |                       |                       |                       |                       |                       |         |         |         |         |  |  |           |           |           |           |           |           |  |  |              |              |              |              |              |              |  |  |  |  |  |  |  |  |  |  |  |  |  |  |  |  |  |  |  |  |  |  |  |  |
|                          |                          |                          |                          |                          |                          | Imad al-Dawla 934–949 | Imad al-Dawla 934–949 | Imad al-Dawla 934–949  | Imad al-Dawla 934–949  | Imad al-Dawla 934–949  | Imad al-Dawla 934–949  |                        |                        |  |  |                         |                         |                         |                         |                         |                         |                      |                      | Rukn al-Dawla 935–976    | Rukn al-Dawla 935–976    | Rukn al-Dawla 935–976    | Rukn al-Dawla 935–976    | Rukn al-Dawla 935–976            | Rukn al-Dawla 935–976            |                                  |                                  |                                  |                                  |                           |                           |                             |                             |                             |                             | Mu'izz al-Dawla 945–967      | Mu'izz al-Dawla 945–967      | Mu'izz al-Dawla 945–967      | Mu'izz al-Dawla 945–967      | Mu'izz al-Dawla 945–967      | Mu'izz al-Dawla 945–967      |         |         |                          |                          |                          |                          |                          |                          |                       |                       |                       |                       |                  |                  |                       |                       |                       |                       |                       |                       |         |         |         |         |  |  |           |           |           |           |           |           |  |  | Kama         | Kama         | Kama         | Kama         | Kama         | Kama         |  |  |  |  |  |  |  |  |  |  |  |  |  |  |  |  |  |  |  |  |  |  |  |  |
|                          |                          |                          |                          |                          |                          | Imad al-Dawla 934–949 | Imad al-Dawla 934–949 | Imad al-Dawla 934–949  | Imad al-Dawla 934–949  | Imad al-Dawla 934–949  | Imad al-Dawla 934–949  |                        |                        |  |  |                         |                         |                         |                         |                         |                         |                      |                      | Rukn al-Dawla 935–976    | Rukn al-Dawla 935–976    | Rukn al-Dawla 935–976    | Rukn al-Dawla 935–976    | Rukn al-Dawla 935–976            | Rukn al-Dawla 935–976            |                                  |                                  |                                  |                                  |                           |                           |                             |                             |                             |                             | Mu'izz al-Dawla 945–967      | Mu'izz al-Dawla 945–967      | Mu'izz al-Dawla 945–967      | Mu'izz al-Dawla 945–967      | Mu'izz al-Dawla 945–967      | Mu'izz al-Dawla 945–967      |         |         |                          |                          |                          |                          |                          |                          |                       |                       |                       |                       |                  |                  |                       |                       |                       |                       |                       |                       |         |         |         |         |  |  |           |           |           |           |           |           |  |  | Kama         | Kama         | Kama         | Kama         | Kama         | Kama         |  |  |  |  |  |  |  |  |  |  |  |  |  |  |  |  |  |  |  |  |  |  |  |  |
|                          |                          |                          |                          |                          |                          |                       |                       |                        |                        |                        |                        |                        |                        |  |  |                         |                         |                         |                         |                         |                         |                      |                      |                          |                          |                          |                          |                                  |                                  |                                  |                                  |                                  |                                  |                           |                           |                             |                             |                             |                             |                              |                              |                              |                              |                              |                              |         |         |                          |                          |                          |                          |                          |                          |                       |                       |                       |                       |                  |                  |                       |                       |                       |                       |                       |                       |         |         |         |         |  |  |           |           |           |           |           |           |  |  |              |              |              |              |              |              |  |  |  |  |  |  |  |  |  |  |  |  |  |  |  |  |  |  |  |  |  |  |  |  |
|                          |                          |                          |                          |                          |                          |                       |                       |                        |                        |                        |                        |                        |                        |  |  |                         |                         |                         |                         |                         |                         |                      |                      |                          |                          |                          |                          |                                  |                                  |                                  |                                  | Abu Ishaq Ibrahim                | Abu Ishaq Ibrahim                | Abu Ishaq Ibrahim         | Abu Ishaq Ibrahim         | Abu Ishaq Ibrahim           | Abu Ishaq Ibrahim           |                             |                             | Izz al-Dawla 967–978         | Izz al-Dawla 967–978         | Izz al-Dawla 967–978         | Izz al-Dawla 967–978         | Izz al-Dawla 967–978         | Izz al-Dawla 967–978         |         |         | Sanad al-Dawla           | Sanad al-Dawla           | Sanad al-Dawla           | Sanad al-Dawla           | Sanad al-Dawla           | Sanad al-Dawla           |                       |                       | Marzuban              | Marzuban              | Marzuban         | Marzuban         | Marzuban              | Marzuban              |                       |                       | Zubayda               | Zubayda               | Zubayda | Zubayda | Zubayda | Zubayda |  |  | Abu Tahir | Abu Tahir | Abu Tahir | Abu Tahir | Abu Tahir | Abu Tahir |  |  | Ali ibn Kama | Ali ibn Kama | Ali ibn Kama | Ali ibn Kama | Ali ibn Kama | Ali ibn Kama |  |  |  |  |  |  |  |  |  |  |  |  |  |  |  |  |  |  |  |  |  |  |  |  |
|                          |                          |                          |                          |                          |                          |                       |                       |                        |                        |                        |                        |                        |                        |  |  |                         |                         |                         |                         |                         |                         |                      |                      |                          |                          |                          |                          |                                  |                                  |                                  |                                  | Abu Ishaq Ibrahim                | Abu Ishaq Ibrahim                | Abu Ishaq Ibrahim         | Abu Ishaq Ibrahim         | Abu Ishaq Ibrahim           | Abu Ishaq Ibrahim           |                             |                             | Izz al-Dawla 967–978         | Izz al-Dawla 967–978         | Izz al-Dawla 967–978         | Izz al-Dawla 967–978         | Izz al-Dawla 967–978         | Izz al-Dawla 967–978         |         |         | Sanad al-Dawla           | Sanad al-Dawla           | Sanad al-Dawla           | Sanad al-Dawla           | Sanad al-Dawla           | Sanad al-Dawla           |                       |                       | Marzuban              | Marzuban              | Marzuban         | Marzuban         | Marzuban              | Marzuban              |                       |                       | Zubayda               | Zubayda               | Zubayda | Zubayda | Zubayda | Zubayda |  |  | Abu Tahir | Abu Tahir | Abu Tahir | Abu Tahir | Abu Tahir | Abu Tahir |  |  | Ali ibn Kama | Ali ibn Kama | Ali ibn Kama | Ali ibn Kama | Ali ibn Kama | Ali ibn Kama |  |  |  |  |  |  |  |  |  |  |  |  |  |  |  |  |  |  |  |  |  |  |  |  |
|                          |                          |                          |                          |                          |                          |                       |                       |                        |                        |                        |                        |                        |                        |  |  |                         |                         |                         |                         |                         |                         |                      |                      |                          |                          |                          |                          |                                  |                                  |                                  |                                  |                                  |                                  |                           |                           |                             |                             |                             |                             |                              |                              |                              |                              |                              |                              |         |         |                          |                          |                          |                          |                          |                          |                       |                       |                       |                       |                  |                  |                       |                       |                       |                       |                       |                       |         |         |         |         |  |  |           |           |           |           |           |           |  |  |              |              |              |              |              |              |  |  |  |  |  |  |  |  |  |  |  |  |  |  |  |  |  |  |  |  |  |  |  |  |
|                          |                          |                          |                          |                          |                          |                       |                       |                        |                        |                        |                        |                        |                        |  |  |                         |                         |                         |                         |                         |                         |                      |                      |                          |                          |                          |                          |                                  |                                  |                                  |                                  |                                  |                                  |                           |                           |                             |                             |                             |                             |                              |                              |                              |                              |                              |                              |         |         |                          |                          |                          |                          |                          |                          |                       |                       |                       |                       |                  |                  |                       |                       |                       |                       |                       |                       |         |         |         |         |  |  |           |           |           |           |           |           |  |  |              |              |              |              |              |              |  |  |  |  |  |  |  |  |  |  |  |  |  |  |  |  |  |  |  |  |  |  |  |  |
|                          |                          |                          |                          |                          |                          |                       |                       |                        |                        |                        |                        |                        |                        |  |  |                         |                         |                         |                         |                         |                         |                      |                      |                          |                          |                          |                          |                                  |                                  |                                  |                                  |                                  |                                  |                           |                           |                             |                             |                             |                             | Marzuban ibn Bakhtiyar       | Marzuban ibn Bakhtiyar       | Marzuban ibn Bakhtiyar       | Marzuban ibn Bakhtiyar       | Marzuban ibn Bakhtiyar       | Marzuban ibn Bakhtiyar       |         |         | Salar                    | Salar                    | Salar                    | Salar                    | Salar                    | Salar                    |                       |                       | Unnamed princess      | Unnamed princess      | Unnamed princess | Unnamed princess | Unnamed princess      | Unnamed princess      |                       |                       |                       |                       |         |         |         |         |  |  |           |           |           |           |           |           |  |  |              |              |              |              |              |              |  |  |  |  |  |  |  |  |  |  |  |  |  |  |  |  |  |  |  |  |  |  |  |  |
|                          |                          |                          |                          |                          |                          |                       |                       |                        |                        |                        |                        |                        |                        |  |  |                         |                         |                         |                         |                         |                         |                      |                      |                          |                          |                          |                          |                                  |                                  |                                  |                                  |                                  |                                  |                           |                           |                             |                             |                             |                             | Marzuban ibn Bakhtiyar       | Marzuban ibn Bakhtiyar       | Marzuban ibn Bakhtiyar       | Marzuban ibn Bakhtiyar       | Marzuban ibn Bakhtiyar       | Marzuban ibn Bakhtiyar       |         |         | Salar                    | Salar                    | Salar                    | Salar                    | Salar                    | Salar                    |                       |                       | Unnamed princess      | Unnamed princess      | Unnamed princess | Unnamed princess | Unnamed princess      | Unnamed princess      |                       |                       |                       |                       |         |         |         |         |  |  |           |           |           |           |           |           |  |  |              |              |              |              |              |              |  |  |  |  |  |  |  |  |  |  |  |  |  |  |  |  |  |  |  |  |  |  |  |  |
|                          |                          |                          |                          |                          |                          |                       |                       |                        |                        |                        |                        |                        |                        |  |  | Fakhr al-Dawla 976–997  | Fakhr al-Dawla 976–997  | Fakhr al-Dawla 976–997  | Fakhr al-Dawla 976–997  | Fakhr al-Dawla 976–997  | Fakhr al-Dawla 976–997  |                      |                      | 'Adud al-Dawla 949–983   | 'Adud al-Dawla 949–983   | 'Adud al-Dawla 949–983   | 'Adud al-Dawla 949–983   | 'Adud al-Dawla 949–983           | 'Adud al-Dawla 949–983           |                                  |                                  | Mu'ayyad al-Dawla 980–983        | Mu'ayyad al-Dawla 980–983        | Mu'ayyad al-Dawla 980–983 | Mu'ayyad al-Dawla 980–983 | Mu'ayyad al-Dawla 980–983   | Mu'ayyad al-Dawla 980–983   |                             |                             |                              |                              |                              |                              |                              |                              |         |         |                          |                          |                          |                          |                          |                          |                       |                       |                       |                       |                  |                  |                       |                       |                       |                       |                       |                       |         |         |         |         |  |  |           |           |           |           |           |           |  |  |              |              |              |              |              |              |  |  |  |  |  |  |  |  |  |  |  |  |  |  |  |  |  |  |  |  |  |  |  |  |
|                          |                          |                          |                          |                          |                          |                       |                       |                        |                        |                        |                        |                        |                        |  |  | Fakhr al-Dawla 976–997  | Fakhr al-Dawla 976–997  | Fakhr al-Dawla 976–997  | Fakhr al-Dawla 976–997  | Fakhr al-Dawla 976–997  | Fakhr al-Dawla 976–997  |                      |                      | 'Adud al-Dawla 949–983   | 'Adud al-Dawla 949–983   | 'Adud al-Dawla 949–983   | 'Adud al-Dawla 949–983   | 'Adud al-Dawla 949–983           | 'Adud al-Dawla 949–983           |                                  |                                  | Mu'ayyad al-Dawla 980–983        | Mu'ayyad al-Dawla 980–983        | Mu'ayyad al-Dawla 980–983 | Mu'ayyad al-Dawla 980–983 | Mu'ayyad al-Dawla 980–983   | Mu'ayyad al-Dawla 980–983   |                             |                             |                              |                              |                              |                              |                              |                              |         |         |                          |                          |                          |                          |                          |                          |                       |                       |                       |                       |                  |                  |                       |                       |                       |                       |                       |                       |         |         |         |         |  |  |           |           |           |           |           |           |  |  |              |              |              |              |              |              |  |  |  |  |  |  |  |  |  |  |  |  |  |  |  |  |  |  |  |  |  |  |  |  |
|                          |                          |                          |                          |                          |                          |                       |                       |                        |                        |                        |                        |                        |                        |  |  |                         |                         |                         |                         |                         |                         |                      |                      |                          |                          |                          |                          |                                  |                                  |                                  |                                  |                                  |                                  |                           |                           |                             |                             |                             |                             |                              |                              |                              |                              |                              |                              |         |         |                          |                          |                          |                          |                          |                          |                       |                       |                       |                       |                  |                  |                       |                       |                       |                       |                       |                       |         |         |         |         |  |  |           |           |           |           |           |           |  |  |              |              |              |              |              |              |  |  |  |  |  |  |  |  |  |  |  |  |  |  |  |  |  |  |  |  |  |  |  |  |
|                          |                          |                          |                          |                          |                          |                       |                       |                        |                        |                        |                        |                        |                        |  |  |                         |                         |                         |                         |                         |                         |                      |                      |                          |                          |                          |                          |                                  |                                  |                                  |                                  |                                  |                                  |                           |                           |                             |                             |                             |                             |                              |                              |                              |                              |                              |                              |         |         |                          |                          |                          |                          |                          |                          |                       |                       |                       |                       |                  |                  |                       |                       |                       |                       |                       |                       |         |         |         |         |  |  |           |           |           |           |           |           |  |  |              |              |              |              |              |              |  |  |  |  |  |  |  |  |  |  |  |  |  |  |  |  |  |  |  |  |  |  |  |  |
|                          |                          |                          |                          |                          |                          |                       |                       |                        |                        |                        |                        |                        |                        |  |  |                         |                         |                         |                         |                         |                         |                      |                      |                          |                          |                          |                          |                                  |                                  |                                  |                                  |                                  |                                  |                           |                           |                             |                             |                             |                             |                              |                              |                              |                              |                              |                              |         |         |                          |                          |                          |                          |                          |                          |                       |                       |                       |                       |                  |                  |                       |                       |                       |                       |                       |                       |         |         |         |         |  |  |           |           |           |           |           |           |  |  |              |              |              |              |              |              |  |  |  |  |  |  |  |  |  |  |  |  |  |  |  |  |  |  |  |  |  |  |  |  |
| Shams al-Dawla 997–1021  | Shams al-Dawla 997–1021  | Shams al-Dawla 997–1021  | Shams al-Dawla 997–1021  | Shams al-Dawla 997–1021  | Shams al-Dawla 997–1021  |                       |                       | Majd al-Dawla 997–1029 | Majd al-Dawla 997–1029 | Majd al-Dawla 997–1029 | Majd al-Dawla 997–1029 | Majd al-Dawla 997–1029 | Majd al-Dawla 997–1029 |  |  | Sharaf al-Dawla 983–989 | Sharaf al-Dawla 983–989 | Sharaf al-Dawla 983–989 | Sharaf al-Dawla 983–989 | Sharaf al-Dawla 983–989 | Sharaf al-Dawla 983–989 |                      |                      | Samsam al-Dawla 983–998  | Samsam al-Dawla 983–998  | Samsam al-Dawla 983–998  | Samsam al-Dawla 983–998  | Samsam al-Dawla 983–998          | Samsam al-Dawla 983–998          |                                  |                                  | Baha' al-Dawla 998–1012          | Baha' al-Dawla 998–1012          | Baha' al-Dawla 998–1012   | Baha' al-Dawla 998–1012   | Baha' al-Dawla 998–1012     | Baha' al-Dawla 998–1012     |                             |                             | Shahnaz                      | Shahnaz                      | Shahnaz                      | Shahnaz                      | Shahnaz                      | Shahnaz                      |         |         |                          |                          |                          |                          |                          |                          |                       |                       |                       |                       |                  |                  |                       |                       |                       |                       |                       |                       |         |         |         |         |  |  |           |           |           |           |           |           |  |  |              |              |              |              |              |              |  |  |  |  |  |  |  |  |  |  |  |  |  |  |  |  |  |  |  |  |  |  |  |  |
| Shams al-Dawla 997–1021  | Shams al-Dawla 997–1021  | Shams al-Dawla 997–1021  | Shams al-Dawla 997–1021  | Shams al-Dawla 997–1021  | Shams al-Dawla 997–1021  |                       |                       | Majd al-Dawla 997–1029 | Majd al-Dawla 997–1029 | Majd al-Dawla 997–1029 | Majd al-Dawla 997–1029 | Majd al-Dawla 997–1029 | Majd al-Dawla 997–1029 |  |  | Sharaf al-Dawla 983–989 | Sharaf al-Dawla 983–989 | Sharaf al-Dawla 983–989 | Sharaf al-Dawla 983–989 | Sharaf al-Dawla 983–989 | Sharaf al-Dawla 983–989 |                      |                      | Samsam al-Dawla 983–998  | Samsam al-Dawla 983–998  | Samsam al-Dawla 983–998  | Samsam al-Dawla 983–998  | Samsam al-Dawla 983–998          | Samsam al-Dawla 983–998          |                                  |                                  | Baha' al-Dawla 998–1012          | Baha' al-Dawla 998–1012          | Baha' al-Dawla 998–1012   | Baha' al-Dawla 998–1012   | Baha' al-Dawla 998–1012     | Baha' al-Dawla 998–1012     |                             |                             | Shahnaz                      | Shahnaz                      | Shahnaz                      | Shahnaz                      | Shahnaz                      | Shahnaz                      |         |         |                          |                          |                          |                          |                          |                          |                       |                       |                       |                       |                  |                  |                       |                       |                       |                       |                       |                       |         |         |         |         |  |  |           |           |           |           |           |           |  |  |              |              |              |              |              |              |  |  |  |  |  |  |  |  |  |  |  |  |  |  |  |  |  |  |  |  |  |  |  |  |
|                          |                          |                          |                          |                          |                          |                       |                       |                        |                        |                        |                        |                        |                        |  |  |                         |                         |                         |                         |                         |                         |                      |                      |                          |                          |                          |                          |                                  |                                  |                                  |                                  |                                  |                                  |                           |                           |                             |                             |                             |                             |                              |                              |                              |                              |                              |                              |         |         |                          |                          |                          |                          |                          |                          |                       |                       |                       |                       |                  |                  |                       |                       |                       |                       |                       |                       |         |         |         |         |  |  |           |           |           |           |           |           |  |  |              |              |              |              |              |              |  |  |  |  |  |  |  |  |  |  |  |  |  |  |  |  |  |  |  |  |  |  |  |  |
| Sama' al-Dawla 1021–1024 | Sama' al-Dawla 1021–1024 | Sama' al-Dawla 1021–1024 | Sama' al-Dawla 1021–1024 | Sama' al-Dawla 1021–1024 | Sama' al-Dawla 1021–1024 |                       |                       |                        |                        |                        |                        |                        |                        |  |  |                         |                         |                         |                         |                         |                         |                      |                      | Qawam al-Dawla 1012–1028 | Qawam al-Dawla 1012–1028 | Qawam al-Dawla 1012–1028 | Qawam al-Dawla 1012–1028 | Qawam al-Dawla 1012–1028         | Qawam al-Dawla 1012–1028         |                                  |                                  | Sultan al-Dawla 1012–1024        | Sultan al-Dawla 1012–1024        | Sultan al-Dawla 1012–1024 | Sultan al-Dawla 1012–1024 | Sultan al-Dawla 1012–1024   | Sultan al-Dawla 1012–1024   |                             |                             | Musharrif al-Dawla 1021–1025 | Musharrif al-Dawla 1021–1025 | Musharrif al-Dawla 1021–1025 | Musharrif al-Dawla 1021–1025 | Musharrif al-Dawla 1021–1025 | Musharrif al-Dawla 1021–1025 |         |         | Jalal al-Dawla 1027–1044 | Jalal al-Dawla 1027–1044 | Jalal al-Dawla 1027–1044 | Jalal al-Dawla 1027–1044 | Jalal al-Dawla 1027–1044 | Jalal al-Dawla 1027–1044 |                       |                       |                       |                       |                  |                  |                       |                       |                       |                       |                       |                       |         |         |         |         |  |  |           |           |           |           |           |           |  |  |              |              |              |              |              |              |  |  |  |  |  |  |  |  |  |  |  |  |  |  |  |  |  |  |  |  |  |  |  |  |
| Sama' al-Dawla 1021–1024 | Sama' al-Dawla 1021–1024 | Sama' al-Dawla 1021–1024 | Sama' al-Dawla 1021–1024 | Sama' al-Dawla 1021–1024 | Sama' al-Dawla 1021–1024 |                       |                       |                        |                        |                        |                        |                        |                        |  |  |                         |                         |                         |                         |                         |                         |                      |                      | Qawam al-Dawla 1012–1028 | Qawam al-Dawla 1012–1028 | Qawam al-Dawla 1012–1028 | Qawam al-Dawla 1012–1028 | Qawam al-Dawla 1012–1028         | Qawam al-Dawla 1012–1028         |                                  |                                  | Sultan al-Dawla 1012–1024        | Sultan al-Dawla 1012–1024        | Sultan al-Dawla 1012–1024 | Sultan al-Dawla 1012–1024 | Sultan al-Dawla 1012–1024   | Sultan al-Dawla 1012–1024   |                             |                             | Musharrif al-Dawla 1021–1025 | Musharrif al-Dawla 1021–1025 | Musharrif al-Dawla 1021–1025 | Musharrif al-Dawla 1021–1025 | Musharrif al-Dawla 1021–1025 | Musharrif al-Dawla 1021–1025 |         |         | Jalal al-Dawla 1027–1044 | Jalal al-Dawla 1027–1044 | Jalal al-Dawla 1027–1044 | Jalal al-Dawla 1027–1044 | Jalal al-Dawla 1027–1044 | Jalal al-Dawla 1027–1044 |                       |                       |                       |                       |                  |                  |                       |                       |                       |                       |                       |                       |         |         |         |         |  |  |           |           |           |           |           |           |  |  |              |              |              |              |              |              |  |  |  |  |  |  |  |  |  |  |  |  |  |  |  |  |  |  |  |  |  |  |  |  |
|                          |                          |                          |                          |                          |                          |                       |                       | Fana-Khusrau           | Fana-Khusrau           | Fana-Khusrau           | Fana-Khusrau           | Fana-Khusrau           | Fana-Khusrau           |  |  | Abu Dulaf               | Abu Dulaf               | Abu Dulaf               | Abu Dulaf               | Abu Dulaf               | Abu Dulaf               |                      |                      |                          |                          |                          |                          |                                  |                                  |                                  |                                  |                                  |                                  |                           |                           |                             |                             |                             |                             |                              |                              |                              |                              |                              |                              |         |         |                          |                          |                          |                          |                          |                          |                       |                       |                       |                       |                  |                  |                       |                       |                       |                       |                       |                       |         |         |         |         |  |  |           |           |           |           |           |           |  |  |              |              |              |              |              |              |  |  |  |  |  |  |  |  |  |  |  |  |  |  |  |  |  |  |  |  |  |  |  |  |
|                          |                          |                          |                          |                          |                          |                       |                       | Fana-Khusrau           | Fana-Khusrau           | Fana-Khusrau           | Fana-Khusrau           | Fana-Khusrau           | Fana-Khusrau           |  |  | Abu Dulaf               | Abu Dulaf               | Abu Dulaf               | Abu Dulaf               | Abu Dulaf               | Abu Dulaf               |                      |                      |                          |                          |                          |                          |                                  |                                  |                                  |                                  |                                  |                                  |                           |                           |                             |                             |                             |                             |                              |                              |                              |                              |                              |                              |         |         |                          |                          |                          |                          |                          |                          |                       |                       |                       |                       |                  |                  |                       |                       |                       |                       |                       |                       |         |         |         |         |  |  |           |           |           |           |           |           |  |  |              |              |              |              |              |              |  |  |  |  |  |  |  |  |  |  |  |  |  |  |  |  |  |  |  |  |  |  |  |  |
|                          |                          |                          |                          |                          |                          |                       |                       |                        |                        |                        |                        |                        |                        |  |  |                         |                         |                         |                         |                         |                         |                      |                      |                          |                          |                          |                          |                                  |                                  |                                  |                                  | Abu Kalijar 1024–1048            | Abu Kalijar 1024–1048            | Abu Kalijar 1024–1048     | Abu Kalijar 1024–1048     | Abu Kalijar 1024–1048       | Abu Kalijar 1024–1048       |                             |                             | Al-Malik al-Aziz             | Al-Malik al-Aziz             | Al-Malik al-Aziz             | Al-Malik al-Aziz             | Al-Malik al-Aziz             | Al-Malik al-Aziz             |         |         |                          |                          |                          |                          |                          |                          |                       |                       | Abu Mansur Ali        | Abu Mansur Ali        | Abu Mansur Ali   | Abu Mansur Ali   | Abu Mansur Ali        | Abu Mansur Ali        |                       |                       |                       |                       |         |         |         |         |  |  |           |           |           |           |           |           |  |  |              |              |              |              |              |              |  |  |  |  |  |  |  |  |  |  |  |  |  |  |  |  |  |  |  |  |  |  |  |  |
|                          |                          |                          |                          |                          |                          |                       |                       |                        |                        |                        |                        |                        |                        |  |  |                         |                         |                         |                         |                         |                         |                      |                      |                          |                          |                          |                          |                                  |                                  |                                  |                                  | Abu Kalijar 1024–1048            | Abu Kalijar 1024–1048            | Abu Kalijar 1024–1048     | Abu Kalijar 1024–1048     | Abu Kalijar 1024–1048       | Abu Kalijar 1024–1048       |                             |                             | Al-Malik al-Aziz             | Al-Malik al-Aziz             | Al-Malik al-Aziz             | Al-Malik al-Aziz             | Al-Malik al-Aziz             | Al-Malik al-Aziz             |         |         |                          |                          |                          |                          |                          |                          |                       |                       | Abu Mansur Ali        | Abu Mansur Ali        | Abu Mansur Ali   | Abu Mansur Ali   | Abu Mansur Ali        | Abu Mansur Ali        |                       |                       |                       |                       |         |         |         |         |  |  |           |           |           |           |           |           |  |  |              |              |              |              |              |              |  |  |  |  |  |  |  |  |  |  |  |  |  |  |  |  |  |  |  |  |  |  |  |  |
|                          |                          |                          |                          |                          |                          |                       |                       |                        |                        |                        |                        |                        |                        |  |  |                         |                         |                         |                         |                         |                         |                      |                      |                          |                          |                          |                          |                                  |                                  |                                  |                                  |                                  |                                  |                           |                           |                             |                             |                             |                             |                              |                              |                              |                              |                              |                              |         |         |                          |                          |                          |                          |                          |                          |                       |                       |                       |                       |                  |                  |                       |                       |                       |                       |                       |                       |         |         |         |         |  |  |           |           |           |           |           |           |  |  |              |              |              |              |              |              |  |  |  |  |  |  |  |  |  |  |  |  |  |  |  |  |  |  |  |  |  |  |  |  |
|                          |                          |                          |                          |                          |                          |                       |                       |                        |                        |                        |                        |                        |                        |  |  |                         |                         |                         |                         |                         |                         |                      |                      |                          |                          |                          |                          |                                  |                                  |                                  |                                  |                                  |                                  |                           |                           |                             |                             |                             |                             |                              |                              |                              |                              |                              |                              |         |         |                          |                          |                          |                          |                          |                          |                       |                       |                       |                       |                  |                  |                       |                       |                       |                       |                       |                       |         |         |         |         |  |  |           |           |           |           |           |           |  |  |              |              |              |              |              |              |  |  |  |  |  |  |  |  |  |  |  |  |  |  |  |  |  |  |  |  |  |  |  |  |
|                          |                          |                          |                          |                          |                          |                       |                       |                        |                        |                        |                        |                        |                        |  |  |                         |                         |                         |                         |                         |                         |                      |                      |                          |                          |                          |                          |                                  |                                  |                                  |                                  |                                  |                                  |                           |                           |                             |                             |                             |                             |                              |                              |                              |                              |                              |                              |         |         |                          |                          |                          |                          |                          |                          |                       |                       |                       |                       |                  |                  |                       |                       |                       |                       |                       |                       |         |         |         |         |  |  |           |           |           |           |           |           |  |  |              |              |              |              |              |              |  |  |  |  |  |  |  |  |  |  |  |  |  |  |  |  |  |  |  |  |  |  |  |  |
|                          |                          |                          |                          |                          |                          |                       |                       |                        |                        |                        |                        |                        |                        |  |  |                         |                         |                         |                         | Abu Ali Fana-Khusrau    | Abu Ali Fana-Khusrau    | Abu Ali Fana-Khusrau | Abu Ali Fana-Khusrau | Abu Ali Fana-Khusrau     | Abu Ali Fana-Khusrau     |                          |                          | Abu Mansur Fulad Sutun 1048–1062 | Abu Mansur Fulad Sutun 1048–1062 | Abu Mansur Fulad Sutun 1048–1062 | Abu Mansur Fulad Sutun 1048–1062 | Abu Mansur Fulad Sutun 1048–1062 | Abu Mansur Fulad Sutun 1048–1062 |                           |                           | Al-Malik al-Rahim 1048–1055 | Al-Malik al-Rahim 1048–1055 | Al-Malik al-Rahim 1048–1055 | Al-Malik al-Rahim 1048–1055 | Al-Malik al-Rahim 1048–1055  | Al-Malik al-Rahim 1048–1055  |                              |                              | Kamrava                      | Kamrava                      | Kamrava | Kamrava | Kamrava                  | Kamrava                  |                          |                          | Abu'l-Muzaffar Bahram    | Abu'l-Muzaffar Bahram    | Abu'l-Muzaffar Bahram | Abu'l-Muzaffar Bahram | Abu'l-Muzaffar Bahram | Abu'l-Muzaffar Bahram |                  |                  | Abu Sa'd Khusrau Shah | Abu Sa'd Khusrau Shah | Abu Sa'd Khusrau Shah | Abu Sa'd Khusrau Shah | Abu Sa'd Khusrau Shah | Abu Sa'd Khusrau Shah |         |         |         |         |  |  |           |           |           |           |           |           |  |  |              |              |              |              |              |              |  |  |  |  |  |  |  |  |  |  |  |  |  |  |  |  |  |  |  |  |  |  |  |  |
|                          |                          |                          |                          |                          |                          |                       |                       |                        |                        |                        |                        |                        |                        |  |  |                         |                         |                         |                         | Abu Ali Fana-Khusrau    | Abu Ali Fana-Khusrau    | Abu Ali Fana-Khusrau | Abu Ali Fana-Khusrau | Abu Ali Fana-Khusrau     | Abu Ali Fana-Khusrau     |                          |                          | Abu Mansur Fulad Sutun 1048–1062 | Abu Mansur Fulad Sutun 1048–1062 | Abu Mansur Fulad Sutun 1048–1062 | Abu Mansur Fulad Sutun 1048–1062 | Abu Mansur Fulad Sutun 1048–1062 | Abu Mansur Fulad Sutun 1048–1062 |                           |                           | Al-Malik al-Rahim 1048–1055 | Al-Malik al-Rahim 1048–1055 | Al-Malik al-Rahim 1048–1055 | Al-Malik al-Rahim 1048–1055 | Al-Malik al-Rahim 1048–1055  | Al-Malik al-Rahim 1048–1055  |                              |                              | Kamrava                      | Kamrava                      | Kamrava | Kamrava | Kamrava                  | Kamrava                  |                          |                          | Abu'l-Muzaffar Bahram    | Abu'l-Muzaffar Bahram    | Abu'l-Muzaffar Bahram | Abu'l-Muzaffar Bahram | Abu'l-Muzaffar Bahram | Abu'l-Muzaffar Bahram |                  |                  | Abu Sa'd Khusrau Shah | Abu Sa'd Khusrau Shah | Abu Sa'd Khusrau Shah | Abu Sa'd Khusrau Shah | Abu Sa'd Khusrau Shah | Abu Sa'd Khusrau Shah |         |         |         |         |  |  |           |           |           |           |           |           |  |  |              |              |              |              |              |              |  |  |  |  |  |  |  |  |  |  |  |  |  |  |  |  |  |  |  |  |  |  |  |  |
|                          |                          |                          |                          |                          |                          |                       |                       |                        |                        |                        |                        |                        |                        |  |  |                         |                         |                         |                         |                         |                         |                      |                      |                          |                          |                          |                          |                                  |                                  |                                  |                                  |                                  |                                  |                           |                           | Abu'l-Ghana'im al-Marzuban  | Abu'l-Ghana'im al-Marzuban  | Abu'l-Ghana'im al-Marzuban  | Abu'l-Ghana'im al-Marzuban  | Abu'l-Ghana'im al-Marzuban   | Abu'l-Ghana'im al-Marzuban   |                              |                              | Surkhab                      | Surkhab                      | Surkhab | Surkhab | Surkhab                  | Surkhab                  |                          |                          |                          |                          |                       |                       |                       |                       |                  |                  |                       |                       |                       |                       |                       |                       |         |         |         |         |  |  |           |           |           |           |           |           |  |  |              |              |              |              |              |              |  |  |  |  |  |  |  |  |  |  |  |  |  |  |  |  |  |  |  |  |  |  |  |  |